# Shot

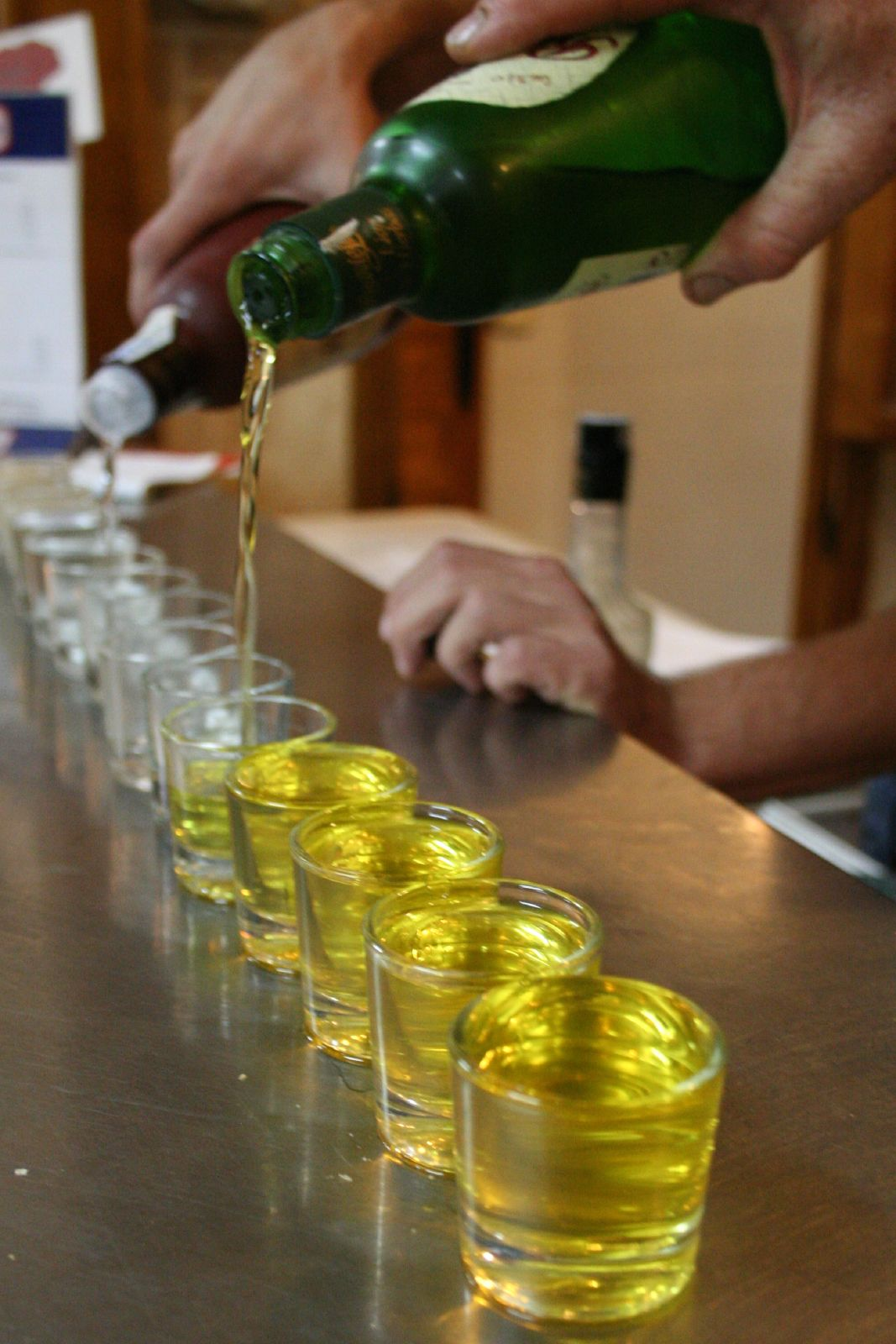
Przygotowywanie shotów

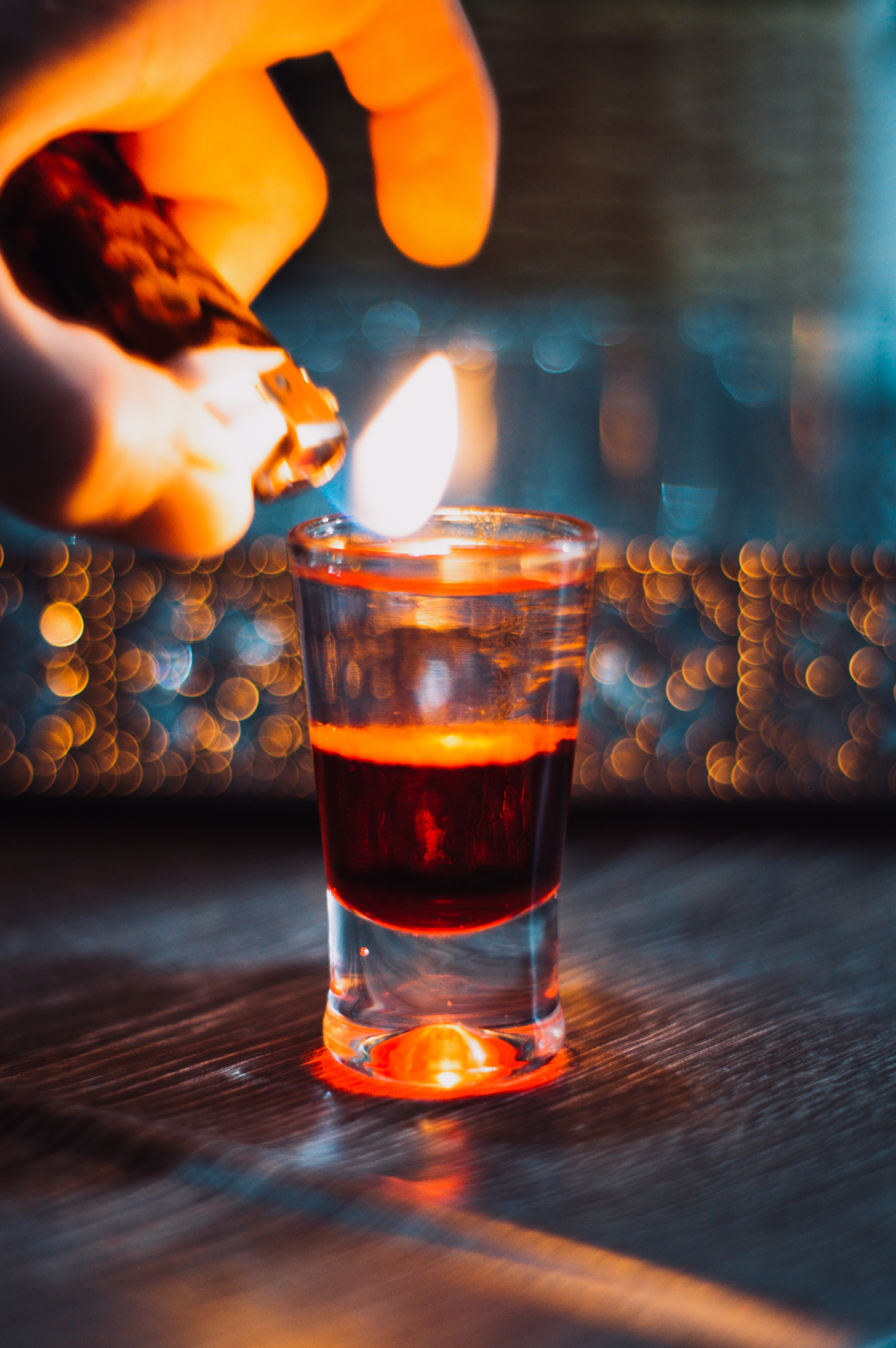
[https://pandrinkowiec.pl/2020/12/11/shoty-z-wodka-na-sylwestra/ Wściekły pies

Shot (pol. „strzał”) – sposób przyrządzania i podawania koktajlu alkoholowego. Ma objętość do 50 ml. 
Napoje tego typu są mocniejsze od long drinków, gdyż składnikami są zazwyczaj alkohole o wysokiej procentowej ich zawartości, a sporządza się je bez składników rozcieńczających. Składniki bezalkoholowe dodaje się w małych ilościach. Shot serwuje się w kieliszku do wódki i pije zwykle jednym haustem.

## Podstawowe shoty
- Wściekły pies (wódka, sok malinowy, sos tabasco)
- Teraz Polska (wódka i sok malinowy, po zakołysaniu powstaje wewnątrz fala przypominająca godło nagrody Teraz Polska)
- cucaracha (karaluch) – tequila, kahlua, rum
- cerebro (mózg)